# C2C: Country to Country 2013
Il primo C2C: Country to Country Music Festival si è svolto alla The O2 Arena di Londra dal 16 marzo al 17 marzo 2013.

## Struttura
Gli otto artisti presenti all'evento sono suddivisi nelle due giornate, quattro nella prima e quattro nella seconda. Ogni concerto ha una durata diversa, dal più breve al più lungo, 45 minuti per il primo, 1 ora per il secondo, 1 ora e 15 minuti per il terzo e 1 ora e 30 minuti per il quarto (l'headliner). Tra un concerto e l'altro è presente una pausa di 30 minuti.

### Cronologia
Di seguito è riportata la cronologia delle due giornate, con gli orari dell'inizio dei concerti.
Prima giornata (16 marzo)
- 15.45 - Apertura porte
- 16.45 - Primo concerto
- 18.00 - Secondo concerto
- 19.30 - Terzo concerto
- 21.25 - Quarto concerto (Headliner)

Seconda giornata (17 marzo)
- 15.30 - Apertura porte
- 16.15 - Primo concerto
- 17.30 - Secondo concerto
- 19.00 - Terzo concerto
- 20.45 - Quarto concerto (Headliner)

## Esibizioni
Durante entrambe le giornate del festival si sono tenuti quattro concerti. In grassetto sono indicati gli headliner delle due giornate.
| 16 marzo                                            | 17 marzo                                                    |
| --------------------------------------------------- | ----------------------------------------------------------- |
| Tim McGraw Vince Gill Little Big Town Kristian Bush | Carrie Underwood Darius Rucker LeAnn Rimes Brantley Gilbert |

### Scalette
Di seguito la scaletta dell'ordine in cui hanno eseguito le canzoni.

#### Prima giornata
Tim McGraw
1. Felt Good On My Lips
2. For A Little While
3. Down On The Farm
4. Unbroken
5. Where The Green Grass Grows
6. Nashville Without You
7. One Of Those Nights
8. Everywhere
9. Mexicoma
10. All I Want
11. Just To See You Smile
12. Friend Of A Friend
13. Let It Go
14. The Cowboy In Me
15. How Bad Do You Want It
16. Something Like That (BBQ Stain)
17. Real Good Man
18. Live Like You Were Dying
19. I Like It, I Love It
20. Two Lanes Of Freedom
21. Truck Yeah

Vince Gill
1. One More Last Chance
2. Never Alone
3. What The Cowgirls Do
4. Take Your Memory With You When You Go
5. Look At Us
6. When I Call Your Name
7. High Lonesome Sound
8. I Still Believe In You
9. Guitar Slinger
10. Pretty Little Adriana
11. Go Rest On That Mountain
12. Don't Let Our Love Start Slippin Away
13. Oklahoma Borderline
14. Whenever You Come Around
15. Liza Jane

Little Big Town
1. Pavement Ends
2. Little White Church
3. Bring It On Home
4. Sober
5. Fine Line
6. Front Porch
7. Your Side Of The Bed
8. Leaving In Your Eyes
9. The Chain (Fleetwood Mac cover)
10. Can't Go Back
11. Born This Way (Lady Gaga cover)
12. Pontoon
13. Tornado
14. Boondocks

Kristian Bush
1. American Window
2. Love or Money
3. Make Another Memory
4. Baby Girl
5. You're Gonna Get Yours
6. Atlantic City (Bruce Springsteen cover)
7. Shine On

#### Seconda giornata
Carrie Underwood
1. Good Girl
2. Undo It
3. Wasted
4. Quitter
5. I Told You So
6. Two Black Cadillacs
7. Some Hearts
8. Last Name
9. Temporary Home
10. Jesus, Take the Wheel
11. How Great Thou Art
12. Cowboy Casanova
13. All-American Girl
14. Nobody Ever Told You
15. One Way Ticket
16. Leave Love Alone
17. So Small
18. Flat On The Foor
19. Cupid's Got A Shotgun
20. Before He Cheats
21. I Know You Won't
22. Blown Away

Darius Rucker
1. Love Will Do That
2. Alright
3. True Believers
4. Don't Think I Don't Think About It
5. Only
6. Radio
7. The Joker (Steve Miller cover)
8. Come Back Song
9. Let Her Cry
10. It Won't Be Like This For Long?
11. This
12. Family
13. All I Want
14. Southern State Of Mind
15. Hold
16. Wagon Wheel
17. Purple Rain (Prince cover)

LeAnn Rimes
1. Nothin' Better to Do
2. Swingin'
3. Life Goes On
4. I Need You
5. Last Thing on My Mind
6. Spitfire
7. One Way Ticket
8. Nothin
9. Commitment
10. Borrowed
11. Blue
12. Can't Fight the Moonlight
13. How Do I Live
14. Summertime (George Gershwin cover)
15. Amazing Grace

Brantley Gilbert
1. Dirt Road Anthem
2. My Kinda Party
3. Read Me My Right
4. You Don't Know Her Like I Do
5. Country Must Be Country Wide
6. Kick It in the Sticks